# Bernhard Rapkay
Bernhard Rapkay este un om politic german, membru al Parlamentului European în perioada 1999-2004 din partea Germaniei.
1. ↑  „Bernhard Rapkay”, Gemeinsame Normdatei, accesat în 9 aprilie 2014
2. ↑  „Bernhard Rapkay”, Gemeinsame Normdatei, accesat în 10 decembrie 2014
3. ↑  Deputații în Parlamentul European